# Storsjøen (Odalen)
 For alternative betydninger, se Storsjøen. (Se også artikler, som begynder med Storsjøen)
Storsjøen er en sø i Innlandet fylke i Norge som tilhører Glommavassdraget. Søen er delt mellem kommunerne Sør-Odal og Nord-Odal med omtrent hver sin halvpart. De fleste af indbyggerne i Nord-Odal bor i landbrugsområderne omkring Storsjøen.
Storsjøen er forbundet med Glåma (Glomma) via Oppstadåa. Normalt løber vandet fra Storsjøen til Glåma, men når der er oversvømmelse i Glåma, vender strømmen og vandet løber ind i Storsjøen. Store mængder silt og finsand følger med smeltevandet og har dannet et 5 kilometer langt delta hvor Oppstadåa løber ud af søen
Søen er et meget brugt rejsemål for tyske campingturister.

## Geologi
Bjerggrunden nord for Storsjøen domineres af Odalsgranitten som blev dannet i prækambriumtiden og tilhører det transskandinaviske intrusivbælte (TIB).

## Sejlads
Før vejnettet omkring Storsjøen blev udbygget, var Storsjøen en vigtig færdselsvej mellem Nord-Odal og Skarnes. I begyndelsen af forrige århundrede var der to både, som fragtede personer og varer: «Odølingen» og MS «Storsjø».
Det er muligt at sejle med fritidsbåd fra Storsjøen til Glåma og videre op til Kongsvinger kraftverk og ned til Funnefoss kraftverk.
Der er omkring 500 fritidsbåde på de 4 broer, som bådforeningerne Sand Båtfoening, Mo Båtforening, Austvatn Båtforening og Sør-Odal Båtforening har. Derudover er der ca. 100 mindre, private anlægsbroer.
Storsjøen er en grund sø, for en stor del kun med 2-3 meters dybde, så der er ikke store fritidsbåde.

## Øer
Det er en række øer, holme og skær i Storsjøen:
- Øyen, ca. 2.523.114 m², er Storsjøens største ø og er beboet.
- Engene, ca. 741.692 m², er en langstrakt ø med et rigt dyre- og planteliv, flere hytter og bådeliv om sommeren.
- Rovøya, 81.112 m².
- Engelholmen 37.216 m².
- Ramsholmen 27.803 m².
- Jordfetta, 22.400 m², er en ø i Songnessjøen som tidligere blev brugt som til høslet til gården Nordstunn på Vestby i Oppstad.
- Svartholmen, 20.147 m².
- Ørderholmen 11.276 m².
- Svennebyholmen, 6.381 m².
- Vesle Svarten 4.564 m², er e lille ø med en hytte som er åben for alle. Øen har også en flydebro.
- Kjellingholmen, 4.195 m².
- Viksholmen, 3.985 m².
- Grøntua i Sør-Odal, 3.181 m².
- Grøntua i Nord-Odal, 2.995 m².
- Furuholmen, 2.187 m².
- Kristiansholmen, 1.271 m².
- Bratten 1.226 m².
- Frierholmen, 617 m², er en lille holm som fik fikspunkt i 1972.
- Fleskholmen, 481 m².
- 'Lomskjæret, 40 m².

## Fiskeri
Der findes en lang række fiskearter i Storsjøen.
Storsjøen er kendt for Geddefestivalen på Storsjøen, som afholdes i juni hvert år.

## Eksterne kilder og henvisninger
1. ↑  Oppstadåas utløp i Storsjøen Arkiveret 11. januar 2008 hos  Wayback Machine Elvedeltadatabasen, Direktoratet for naturforvaltning, besøgsdato: 2011-10-12
2. ↑  Ø. Nordgulen og A. Andresen: De eldste bergarter dannes; 4600-850 millioner år. I I. Ramberg, I. Bryhni og A. Nøttvedt (red.): Norges geologi. Norsk Geologisk Forening. 2006.
3. ↑  "Gjeddefestivalen". Arkiveret fra originalen 24. oktober 2008. Hentet 10. februar 2013.

- Officiel side Arkiveret 16. maj 2017 hos  Wayback Machine